# Con mi corazón en Yambo
Con mi Corazón en Yambo es una película ecuatoriana de género documental, dirigida por la cineasta ecuatoriana María Fernanda Restrepo. Trata sobre la desaparición de sus hermanos Santiago y Andrés Restrepo en 1988, bajo el gobierno del Ing. León Febres-Cordero Ribadeneyra y caso que fue declarado crimen de Estado. El film contiene material nunca antes visto sobre este caso. Ganó el premio cultural Augusto San Miguel en el 2009, en la categoría Documental.
Ha ganado varios premios a nivel mundial en varios festivales. Film de Femmes, Francia (Premio del Jurado y Premio del Público), Havanna Film Festival (Mejor documental)., Premio Dirk Vandersypen, Bélgica (mejor documental), FIDOCS, Chile, (Premio del público).

## Sinopsis
El documental trata del Caso Restrepo, ocurrido el 8 de enero de 1988 y el cual fue declarado crimen de Estado. Se basa en los recuerdos de Fernanda Restrepo, hermana menor de Carlos Santiago y Pedro Andrés Restrepo Arizmendi, quienes fueron desaparecidos y presuntamente asesinados, sin razón alguna a la edad de 17 y 14 años respectivamente por parte de la Policía Nacional.
El film revive el momento trágico de los recuerdos de Fernanda quien tenía 10 años de edad cuando el 8 de enero de 1988 fue dejada a cargo de sus hermanos por sus padres Pedro Restrepo y Luz Arismendi debido a un viaje que realizaron en Bahía de Caráquez. Luego de que Santiago y Andrés dejaran a Fernanda al colegio nunca más regresaron por ella.
Unos años más tarde de la desaparición de sus hermanos el exagente de la SIC-10, Hugo España revela la muerte brutal de los hermanos Restrepo por parte de la Policía Nacional. En años posteriores revelaron un accidente no muy esclarecido de los jóvenes quienes supuestamente murieron torturados por la Policía y sus cadáveres arrojados en la laguna de Yambo en Cotopaxi donde se hicieron numerosas búsquedas sin éxito.
Después de 20 años de la desaparición de Santiago y Andrés se reabre el caso con una última búsqueda en el Yambo, esto es lo que inspira la necesidad de investigar, hacer memoria interna y revivir el escaso recuerdo de su niñez sobre este caso y lo que la impulsa a cuestionar si realmente los restos de sus hermanos se encuentra en algún lugar del Yambo.